# Västergötlands landskapsvapen
Västergötlands landskapsvapen är: "I av svart och guld ginstyckat fält ett lejon av motsatta tinkturer med röd beväring, därest dylik skall komma till användning, i övre vänstra och i nedre hörnet av fältets svarta del åtföljt av en stjärna av silver". Vapnet kröns i likhet med alla landskapsvapen av en hertiglig krona.

## Historik
Lejon i "styckad" sköld förekom redan under 1200-talet i vapnet för Tyrgils Knutsson, västgötsk lagman. I den äldsta kända bilden från 1562 är vapnet försett med fyra stjärnor och dessa hade åtta uddar, och vapnet fanns med vid Gustav Vasas liktåg 1560. Den 18 januari 1884 fastställdes vapnet i sin nuvarande form av Kungl. Maj:t. Vidare registrerades landskapsvapnet vid Patent- och registreringsverket 11 januari 1974.
Vapnet ingår tillsammans med Göteborgs stadsvapen samt Bohusläns och Dalslands landskapsvapen i vapnet för Västra Götalands län. Tidigare fördes vapnet även av Skaraborgs län, och ingick tillsammans med Dalslands landskapsvapen i vapnet för Älvsborgs län.

## Bildgalleri

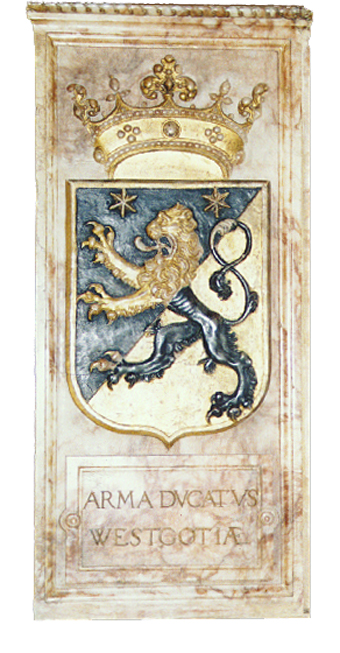
Västergötlands landskapsvapen på Gustav Vasas gravtumba i Vasakoret, Uppsala domkyrka. (1583)
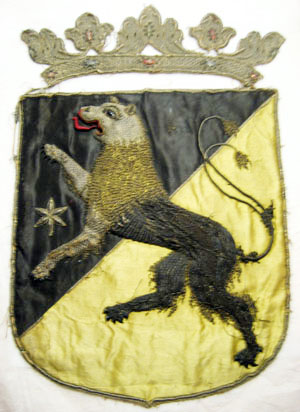
Västergötlands vapen, broderat för hästtäcke buret vid Karl X Gustavs begravning den 4 november 1660. Finns på Livrustkammaren.
Heraldiska vapnet krönt med en hertigkrona.
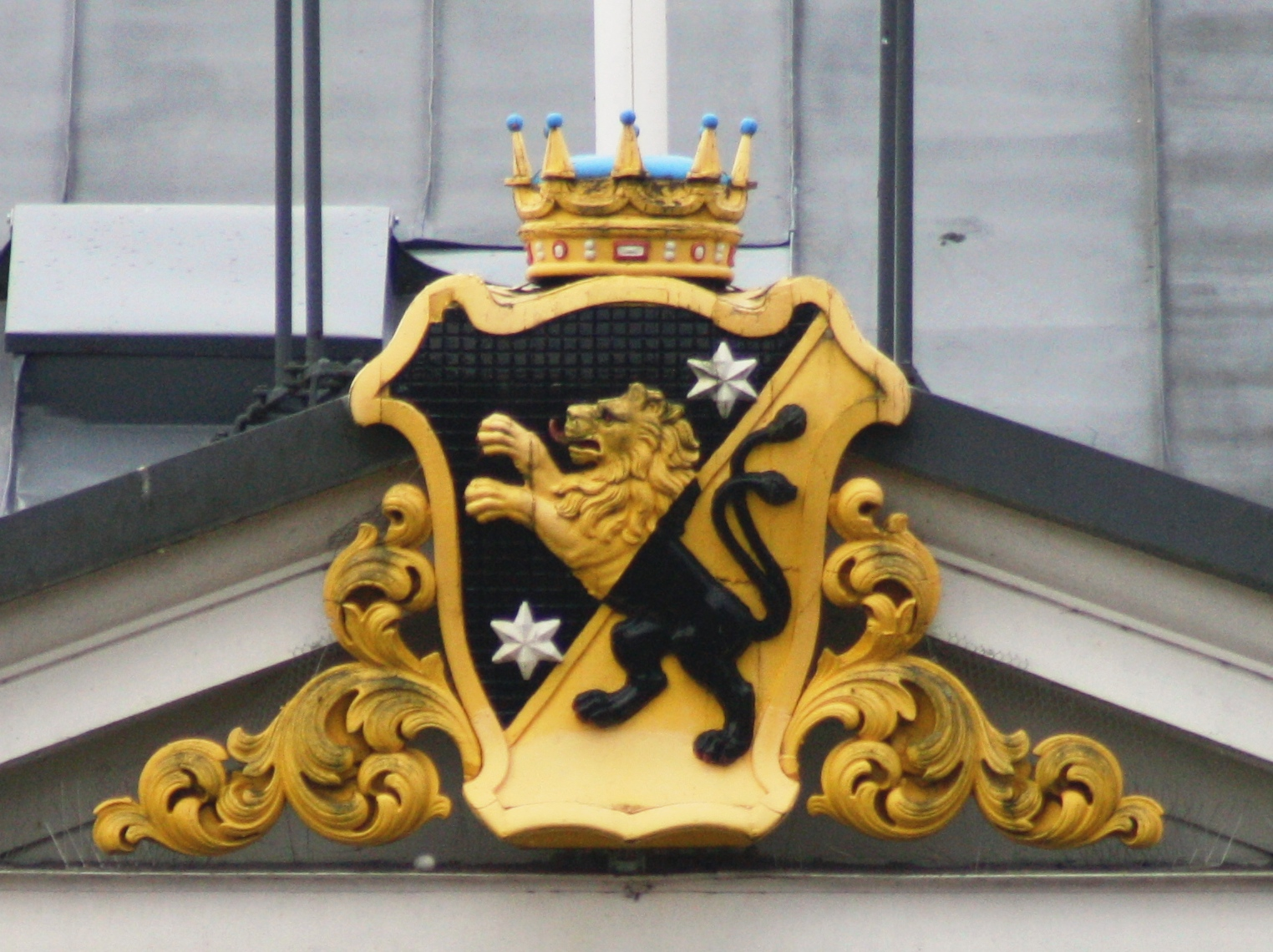
Vapnet ovanför huvudingången till tidigare länsresidenset Marieholm i Mariestad.